# Srongarbh

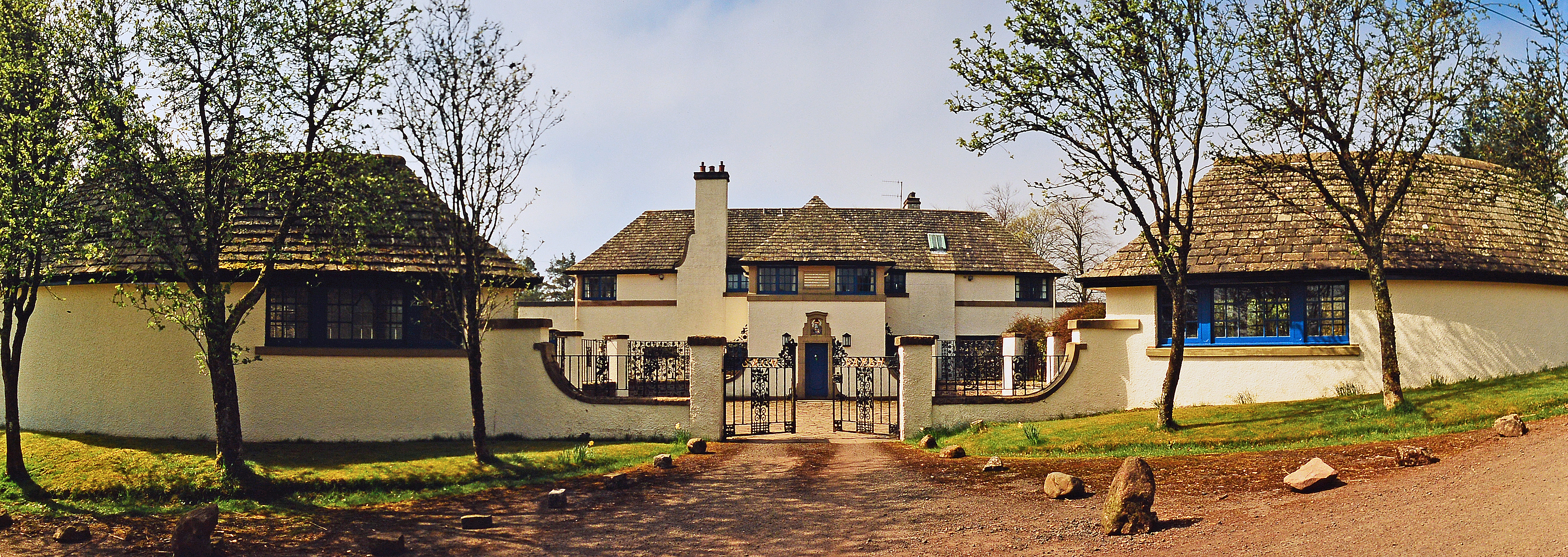
Srongarbh

Srongarbh ist eine Villa in der schottischen Ortschaft West Linton in der Council Area Scottish Borders. 2008 wurde das Bauwerk in die schottischen Denkmallisten in der höchsten Denkmalkategorie A aufgenommen.

## Geschichte
Die 1935 erbaute Villa wurde ursprünglich für B. MacKendrick entworfen. Der planende Architekt Leslie Thomson, ein Schüler Robert Lorimers, vollendete Srongarbh schließlich für sich selbst und bewohnte das Gebäude. Einzelne Gebäudeteile wurden 2008 restauriert.

## Beschreibung
Die Villa liegt am Nordwestrand von West Linton am linken Ufer des Lyne Water. Architektonisch bedeutsam ist Srongarbh, da es als stilistisches Bindeglied am Übergang des Arts-and-Crafts-Stils zu sachlicheren Spielarten der Moderne steht. Auch zeitgenössische Einflüsse amerikanisch geprägter Architektur wurden aufgenommen. So sind insbesondere im Innenraum Anlehnungen an den amerikanischen Art déco zu finden. Thomson, der offensichtlich Wert auf technologische Neuheiten legte, verbaute in Srongarbh eine Elektroheizung sowie eine Fußbodenheizung. Des Weiteren ist eine für diese Zeit ungewöhnliche Doppelgarage zu nennen. Wie auch sein Lehrmeister Lorimer, legte Thomson bei seiner Planung Wert auf Details und die Verwendung hochwertiger Materialien. Hierzu zählen auch die schmiedeeisernen Metallarbeiten des seinerzeit in seinem Metier in Schottland führenden Thomas Hadden. Sie sind sowohl an der Grundstücksumfriedung als auch an Treppenaufgängen und Kaminen im Innenraum zu finden.